# Andreas Meyer-Falcke
Andreas Meyer-Falcke (* 29. November 1957 in Essen) ist ein ehemaliger deutscher Beamter mit Schwerpunkt in der Landes- und Kommunalverwaltung. Von 2012 bis 2020 war er Beigeordneter für Personal, Organisation, IT, Gesundheit und Bürgerservice der Landeshauptstadt Düsseldorf. Von 2020 bis 2023 war Meyer-Falcke CIO der Landesregierung Nordrhein-Westfalen. Im Oktober 2023 wurde Meyer-Falcke pensioniert.

## Ausbildung und akademische Laufbahn
Meyer-Falcke machte 1976 sein Abitur am Burggymnasium Essen. Von 1976 bis 1978 leistete er zunächst Wehrdienst und war dann Reserveoffiziersanwärter mit einer Verpflichtungszeit von zwei Jahren. Von 1979 bis 1985 studierte Meyer-Falcke an der Westfälischen Wilhelms-Universität Münster sowie der Universität Wien als Stipendiat des Ministeriums für Arbeit, Gesundheit und Soziales NRW Humanmedizin. Nach Promotion zum Dr. med. und Approbation bildete sich Meyer-Falcke im Rahmen des sogenannten Düsseldorfer Modells von 1986 bis 1990 zum Arzt für Arbeitsmedizin weiter.
1995 wurde Meyer-Falcke zum Privatdozenten ernannt und erhielt die Lehrerlaubnis für das Fach Arbeitsmedizin an der Heinrich-Heine-Universität Düsseldorf. 2003 folgte seine Umhabilitation an die Bergische Universität Wuppertal sowie 2011 die dortige Ernennung zum außerplanmäßigen Professor für das Fach Arbeitsmedizin. Seit 2016 ist Meyer-Falcke wieder an der Heinrich-Heine-Universität Düsseldorf habilitiert.

## Berufliche Tätigkeiten
Von 1986 bis 1992 war Meyer-Falcke beim Staatlichen Gewerbearzt Nordrhein sowie am Institut für Arbeitsmedizin der Heinrich-Heine-Universität in Düsseldorf beschäftigt. Von 1993 bis 2009 arbeitete er in verschiedenen Ministerien der Landesregierung NRW, zunächst von 1993 bis 1997 als Referatsleiter. Von 1997 bis 2005 war er Gruppenleiter, von 2005 bis 2007 stellvertretender Leiter der Zentralabteilung, von 2007 bis 2009 Unterabteilungsleiter Jugendpolitik.
Von 2009 bis 2011 war Meyer-Falcke Leiter des Strategiezentrums Gesundheit und Aufbaubeauftragter des Gesundheitscampus Nordrhein-Westfalen in Bochum, dem zentralen Knoten für Gesundheitswirtschaft in NRW.
Von 2012 bis 2020 war Meyer-Falcke Beigeordneter für Personal, Organisation, IT, Gesundheit und Bürgerservices der Landeshauptstadt Düsseldorf und damit verbunden im Nebenamt von 2015 bis 2020 zudem Verbandsvorsteher der ITK-R, der IT-Tochter der Kommunen im Rheinland. Der starke Ausbau der Zahl der Ausbildungsplätze, die Anerkennung von Düsseldorf als Healthy City der WHO und die Digitalisierung von kommunalen Dienstleistungen prägten seine Tätigkeiten.
Vom 1. August 2020 bis 31. Oktober 2023 war er CIO der Landesregierung Nordrhein-Westfalen. Der CIO, der Beauftragte für Informationstechnik der Landesregierung, ist organisatorisch im Ministerium für Heimat, Kommunales, Bauen und Digitalisierung NRW angesiedelt.

## Wirkungsfeld Arbeitsmedizin
Meyer-Falcke war haupt- und nebenberuflich sowie ehrenamtlich in nahezu sämtlichen Bereichen der Arbeitsmedizin tätig, beispielsweise als Betriebsarzt des Universitätsklinikums Düsseldorfs und des deutschen Truppenkontingentes der NATO, als Staatlicher Gewerbearzt (und damit Teil der Gewerbeaufsicht) ebenso wie in diversen paritätisch besetzen Gremien der berufsgenossenschaftlichen Selbstverwaltung (zuletzt als alternierender Vorsitzender der Vertreterversammlung der Unfallkasse NRW) oder als Referatsleiter „Arbeitsmedizin“ und Gewerbeärztlicher Länderreferent auf ministerieller Ebene und damit zuständig für die Schaffung normativer Vorgaben im Arbeitsschutz.
Erfahrungen bei der Umsetzung dieser Vorgaben zu Sicherheit und Gesundheit bei der Arbeit hat Meyer-Falcke unter anderem als Beauftragter für die Implementierung von betrieblichem Gesundheitsmanagement für die gesamte Landesregierung NRW, als Beigeordneter der Landeshauptstadt Düsseldorf und damit Arbeitgeberverantwortlicher u. a. für Personal oder als beratender Sanitätsoffizier der Bundeswehr für das Fachgebiet Arbeitsmedizin gesammelt.
Am Institut für Arbeitsmedizin der Heinrich-Heine-Universität hat Meyer-Falcke mit Hilfe von Fraunhofer-Forschungsgeldern eine Forschungsreihe aufgebaut, deren Ziel es war, die Gesundheit von Beschäftigten vor Dauer- und Impuls-Lärmeinwirkungen hoher Intensitäten auf den Körper zu schützen. Die Grundlagen seiner Arbeiten ermittelte er in zahlreichen Feldversuchen. Die Ergebnisse seiner Forschungen stehen zusammengefasst in seiner Habilitation „Festsetzungen von Grenzwerten zur Vermeidung extraauraler Lärmschäden am Beispiel des respiratorischen Systems“; Schriftenreihe Präventivmedizin – PM 5. BMVg, Bonn, 1996.
In der arbeitsmedizinischen Lehre war Meyer-Falcke am Institut für Arbeits- und Sozialmedizin der Heinrich-Heine-Universität Düsseldorf, im Fachbereich Arbeitssicherheit der Bergischen Universität Wuppertal sowie im Fachbereich Gesundheitsmanagement der Universität Bielefeld tätig. Daneben war er Dozent in den Grundlagenlehrgängen für angehende Fachärzte für Arbeitsmedizin und öffentliches Gesundheitswesen bei den Ärztekammern Nordrhein und Westfalen sowie der Akademie für öffentliches Gesundheitswesen in Düsseldorf.
Arbeitsmedizinisch-/berufspolitisch ist Meyer-Falcke engagiert als Ehrenmitglied im Bundesverband selbstständiger Arbeitsmediziner und freiberuflicher Betriebsärzte (BsAfB), als langjähriger Prüfer für das Fachgebiet Arbeitsmedizin bei der Ärztekammer Nordrhein und zudem als Mitglied in der Deutschen Gesellschaft für Arbeits- und Umweltmedizin.
Meyer-Falcke ist zudem Autor zahlreicher arbeitsmedizinischer Publikationen, war Herausgeber und Kommentator des ersten digitalen Werkes zur Arbeitsschutzgesetzgebung und ist aktuell noch immer Schriftleiter der arbeitsmedizinischen Fachzeitschrift ErgoMed – Praktische Arbeitsmedizin.

## Wirkungsfeld Digitalisierung
Bereits 1997 und bis 2007 verantwortete Meyer-Falcke als Gruppenleiter/Unterabteilungsleiter die strategische Steuerung und operative Umsetzung der ministeriellen Informationstechnik. Sein Zuständigkeitsbereich als Beigeordneter (2012–2020) spiegelt sich auch in den Digitalisierungsprojekten seiner Amtszeit wider – wie beispielsweise bei der Digitalisierung im kommunalen Rettungsdienst, von internen Services und kommunalen Dienstleistungen. Im Mittelpunkt der Arbeit von Meyer-Falcke als CIO des Landes NRW stehen insbesondere die vollständige Digitalisierung der Landesverwaltung mit Hilfe des Programms Digitale Verwaltung NRW, die strategische Steuerung der Umsetzung des Onlinezugangsgesetzes in den öffentlichen Verwaltungen in NRW, die Verantwortung für das Landesverwaltungsnetz, die Datensicherheit sowie Open Government.
Meyer-Falcke war qua Amt der Vertreter des Landes NRW im IT-Planungsrat der Bundesrepublik Deutschland. Daneben war er stellvertretender Vorsitzender im Verwaltungsrat von d-NRW, dem einzigen gemeinsamen IT-Dienstleister von nordrhein-westfälischen Kommunen sowie der Landesverwaltung. Darüber hinaus war er einige Jahre ehrenamtlich im Vorstand der Digitalen Stadt Düsseldorf engagiert, dem größten privaten Verein digital-affiner Unternehmen in der Bundesrepublik Deutschland.

## Aktivitäten bei der Bundeswehr
Seinen Grundwehrdienst hat Meyer-Falcke im Sanitätsbataillon 3 in Hamburg-Harburg absolviert. Hier hat er sich auch als Soldat auf Zeit bis 1978 verpflichtet und zugleich die Laufbahn des Reserveoffiziersanwärters eingeschlagen (Dienstgrad zuletzt: Hauptmann der Reserve). Meyer-Falcke war sowohl in seiner aktiven Zeit als auch in der sich anschließenden als Reservist an zahlreichen Standorten im gesamten Bundesgebiet und in unterschiedlichen Funktionen tätig.
Nach Abschluss des Studiums folgten zahlreiche Verwendungen als Sanitätsoffizier in der Reservelazarettorganisation, bei in- und ausländischen Truppenteilen sowie Stabsverwendungen, z. B. im Bundesministerium der Verteidigung. Aktuell ist er beordert als Verbindungsoffizier ZMZ (zivil-militärische Zusammenarbeit) zwischen der Landesregierung NRW und dem Landeskommando NRW der Bundeswehr. Im Jahr 1999 ist Meyer-Falcke zum Oberstarzt befördert worden, 2008 erhielt er für seine Verdienste um die Gesundheit der Soldaten das Ehrenkreuz der Bundeswehr in Gold.
Als Facharzt für Arbeitsmedizin und Oberstarzt war Meyer-Falcke jahrelang beratender Sanitätsoffizier (BSO) mit Aufgabenbereich Arbeitsmedizin beim Sanitätsamt der Bundeswehr. Im Jahr 2020 wurde er in den Wehrmedizinischen Beirat berufen, der in Fragen der Gesundheitsversorgung der Bundeswehr die amtierenden Verteidigungsminister berät.

## Mitgliedschaften (Auswahl)
- Mitglied im Kuratorium Deutsche Herzstiftung Frankfurt[27]
- Mitglied im Kuratorium Deutsches Diabetes Zentrum (DDZ), Düsseldorf[28]
- Mitglied des Hochschulrates der IST – Hochschule für Sportmanagement, Düsseldorf
- Vorsitzender des Vorstandes des Gesundheitswirtschaftsvereins Düsseldorf (MED+)[29]
- Mitglied im Kuratorium Akademie Regenbogenhospiz, Düsseldorf[30]
- Mitglied der Freien Demokratischen Partei (FDP)[31]
- Mitglied in mehreren Düsseldorfer Karnevalsvereinen sowie bei den Düsseldorfer Jonges[32]

## Auszeichnungen
- 1993: 2. Preis Paul-Schürmann-Auslobung der Deutschen Gesellschaft für Wehrmedizin und Wehrpharmazie
- 1994: Teilnahme E.W. Baader-Preis-Auslobung der Deutschen Gesellschaft für Arbeitsmedizin und Umweltmedizin
- 2000: Gemeinsam mit der Gruppe Arbeitsschutz des Arbeitsministeriums (MASQT) Gewinn des nationalen e-Government Wettbewerbes mit dem „Bürgerportal Arbeitsschutz“
- 2002: Gemeinsam mit der Abteilung Soziales des Sozialministeriums (MASQT) Gewinn des internationalen 6. Speyerer-Qualitätswettbewerbes im Politikfeld „Strategisches Management“ mit dem Projekt „Sozialagenturen“ des MASQT
- 2003: Gewinn des nationalen e-Government Wettbewerbes mit „DISCUR“, einem elektronischen Informationssystem des Wirtschaftsministeriums (MWA) zum Controlling und Reporting im Bereich Fördermittel[33]
- 2008: Ehrenkreuz der Bundeswehr in Gold[34]
- 2016: Wahl zum Düsseldorfer des Jahres gemeinsam mit der Digitalen Stadt Düsseldorf in der Kategorie „Innovation und Nachhaltigkeit“[35]
- 2021: Gemeinsam mit der Abteilung Wirtschaftsrecht des Wirtschafts- und Digitalministeriums NRW (MWIDE) Gewinn des nationalen e-Government Wettbewerbs mit dem „Wirtschafts-Service-Portal NRW“[36]

## Ehrenamt
Andreas Meyer-Falcke ist auch nach dem Ende seiner hauptberuflichen Tätigkeit und seiner altersbedingten Zurruhesetzung als Beamter zum 1. November 2023 weiterhin in zahlreichen Funktionen und Institutionen ehrenamtlich aktiv.

### Wirkungsfeld Gesundheit
ErgoMed – Praktische Arbeitsmedizin (EMPA), Haefner-Verlag, Heidelberg
Meyer-Falcke ist seit 2005 Schriftleiter Arbeitsmedizin der anwendungsorientierten Fachzeitschrift ‚ErgoMed – Praktische Arbeitsmedizin‘. Sie richtet sich insbesondere an freiberufliche tätige Betriebsärzte und Sicherheitsingenieure. Die Zeitschrift ist zugleich das Verbandsorgan des Bundesverbandes selbstständiger Arbeitsmediziner und freiberuflicher Betriebsärzte (BsAfB).
Forum für Gesundheitswirtschaft (MED+), Düsseldorf
Meyer-Falcke ist Gründungsmitglied im 2013 gegründeten Forum für Gesundheitswirtschaft in Düsseldorf und Umgebung (MED+) und seit 2020 dessen Vorstandsvorsitzender. MED+ ist ein e.V., der sich zum Ziel gesetzt hat, die lokalen Akteure des Gesundheitssystems in ihrer gesamten Breite stärker zu vernetzen.
Wehrmedizinischer Beirat, BMVg, Berlin
Meyer-Falcke ist seit 2020 Mitglied im Wehrmedizinischen Beirat der Bundeswehr.
German Medical Award (GMA), Köln
Meyer-Falcke ist Mitglied im Wissenschaftlichen Beirat des German Medical Award (GMA). Der GMA wird seit 2015 verliehen, zunächst in Berlin, von wo ihn Meyer-Falcke 2019 nach Düsseldorf holte. Der GMA richtet sich unter dem Motto „Die Beste Medizinische Versorgung“ an Bewerber aus allen Bereichen und Unternehmen des Gesundheitssektors. Seit 2023 moderiert Meyer-Falcke die öffentliche Veranstaltung zur Preisverleihung des GMA.
Kuratorium Akademie Regenbogenland, Düsseldorf
Meyer-Falcke ist seit 2020 Mitglied im Kuratorium der Akademie Regenbogenland. Die Akademie mit ihrem zielgruppenspezifischen Bildungsangebot ist dem Kinder- und Jugendhospiz Regenbogenland angegliedert. Dies seinerseits ist eine Einrichtung für Kinder, Jugendliche und junge Erwachsene, die wegen einer lebensverkürzenden Erkrankung nur eine eingeschränkte Lebenserwartung haben.
Kuratorium Deutsche Herzstiftung (DHS), Frankfurt am Main
Meyer-Falcke ist seit 2020 Mitglied im Kuratorium der Deutschen Herzstiftung (DHS). Die DHS ist die größte, gemeinnützige Patientenorganisation auf dem Gebiet der Herz-Kreislauf-Erkrankungen in Deutschland. Sie fördert universitäre Forschung auf diesem Gebiet ebenso wie Aufklärungs- und Präventionskampagnen, die sich an die gesunde Allgemeinheit und Betroffene richten.
Deutsche Diabetes-Forschungsgesellschaft e.V. (DDFG), Träger des Deutschen Diabetes Institutes (DDZ), Düsseldorf
Meyer-Falcke ist seit 2015 Mitglied in der Deutschen Diabetes Forschungsgesellschaft (DDFG), die ihrerseits Träger des Deutschen Diabetes Institutes (DDZ) ist. Das DDZ ist ein Institut der Leibniz-Gemeinschaft und das Leibniz-Zentrum für grundlagen- und anwendungsorientierte Diabetes-Forschung an der Heinrich-Heine-Universität Düsseldorf.
Hochschule für Management (IST), Düsseldorf
Meyer-Falcke ist seit 2019 Mitglied im Hochschulrat der Hochschule für Management (IST) in Düsseldorf. Die IST bietet branchenspezifische Fernstudiengänge in Bereichen wie Sport, Fitness, Gesundheit oder Hospitality sowie branchenübergreifende Studiengänge mit betriebswirtschaftlicher Ausrichtung an.

### Wirkungsfeld Digitalisierung
Digitale Stadt Düsseldorf (DSD), Düsseldorf
Meyer-Falcke war von 2012 bis zu seiner Zurruhesetzung Mitglied im Vorstand des Digitale Stadt Düsseldorf e.V. (DSD), seit 2024 ist er Mitglied in dessen Ehrenbeirat. Die DSD hat sich zum Ziel gesetzt, die IuK-Unternehmen in der Wirtschaftsregion Düsseldorf zu vernetzen. Mit der DSD ist Meyer-Falcke 2016 zum Düsseldorfer des Jahres gewählt worden.

## Privates
Andreas Meyer-Falcke ist Vater von zwei erwachsenen Töchtern und lebt in Essen.